# Почему Россия не Америка
«Почему Россия не Америка» — книга российского публициста, полковника Федеральной пограничной службы Андрея Паршева, изданная в 1999 году.
Произведение посвящено доказательству того, что из-за особенностей России (суровый климат и большие расстояния) для неё непригодна воплощаемая либеральная модель рыночных реформ, а их продолжение приведёт к вымиранию значительной части населения и распаду государства. По словам самого Паршева, первоначально он хотел назвать свою работу «Книга для тех, кто остаётся здесь», однако издатель настоял на текущем названии.

## Содержание
Один из основных аргументов Паршева — неустранимый климатическо-географический фактор, согласно которому особенности климата страны (низкая среднегодовая температура, и, как следствие, невозможность проживания человека на большей части её территории без отопления) и её географического положения (транспортные издержки внутри страны) приводят к тому, что при свободе внешней торговли большая часть российской продукции неизбежно будет неконкурентоспособной на мировых рынках. Повышенная ресурсоёмкость и энергоёмкость, большая потребность в  средствах производства (капитале) для создания потребительских благ увеличивают себестоимость продукции, — она возрастает ещё сильнее по мере отдаления продуктов (при переделах) от базовых сырьевых отраслей. В условиях свободы перемещения капитала через границу и конкуренции за капиталовложения Россия будет проигрывать борьбу за инвестиции (ввиду их меньшей рентабельности) даже при прочих равных условиях, а произведённый в России капитал будет вывозиться из страны. В дальнейшем эти процессы будут вести к деградации инфраструктуры и вымиранию населения, вынужденного обслуживать только сырьевые и вспомогательные отрасли. А. П. Паршевым была сформулирована так называемая «горькая теорема»: «в условиях свободного мирового рынка уровень производственных издержек почти любого российского предприятия выше среднемирового, и поэтому оно является инвестиционно непривлекательным». В книге «Почему Россия не Америка?» эта же теорема сформулирована несколько по-другому.
Экономические воззрения А. Паршева, изложенные им в книге «Почему Россия не Америка?», сводятся к следующему:
- Конкурентоспособность в экономике определяется превышением доходов над расходами, и оценка эффективности производства построена на сравнении между издержками и выручкой. Более инвестиционно привлекательными являются те, кто затрачивает меньше средств на единицу готовой продукции.
- Инвестиции — это долгосрочные вложения капитала в отрасли промышленности. Отличие инвестиций от кредита состоит в том, что инвестор рассчитывает получить прибыль от производства: если прибыли нет, это значит, что инвестор просто потерял вложенные деньги. Кредиты же должны быть возвращены в любом случае. Правительство имеет право взять иностранный кредит только при угрозе войны или во время войны, с целью использовать его только для нужд обороны.
- «Горькая теорема»: «в конкурентной борьбе за инвестиции, если игра ведётся по правилам свободного мирового рынка, почти любое российское предприятие заведомо обречено на проигрыш. Под свободным мировым рынком понимаем ситуацию, когда товары и капиталы могут свободно перемещаться по всему миру, валюты свободно конвертируются, пошлины на границах невелики, или вообще ни пошлин, ни границ нет, и предприятия, независимо от формы собственности, торгуют самостоятельно».
- Капитал — не только и не столько деньги, сколько сырьё, оборудование и технологии, персонал и его квалификация, энергия и помещения. Капиталом считаются лишь те деньги, на которые приобретаются средства производства. Продажа сырья, энергии, оборудования, выезд квалифицированных специалистов и просто непроизводительная трата ресурсов — это безвозвратные потери капитала.
- Покупка российского завода иностранцем — это не инвестиции, это смена хозяина. Чтобы заслужить звание «инвестиций», средства должны быть вложены в развёртывание или расширение производства. Если же новый владелец интенсивно использует здания и сооружения, «инвестиции» свелись к установке линии по фасовке чего-то импортного для потребления внутри страны и, самое главное, прибыль не идёт в производство, а уходит из России — значит, дело сомнительное и укреплению российской экономики не способствует.
- Из-за более сурового климата производство продукции (проведение работ, оказание услуг), да и просто проживание в России требует большего расхода энергоносителей. Энергия стоит денег, поэтому российская продукция при прочих равных условиях получается более дорогой. В России нет предприятия или посёлка без котельной — в отличие от почти всего остального мира. Холодный климат также является причиной удивительной для иностранца дороговизны капитального строительства и прокладки коммуникаций. (Имеется виду только экономически обоснованная сравнительная дороговизна.) Кроме того, зарплата российских наёмных работников не может быть ниже работников юго-восточной Азии, так как россиянам приходится оплачивать отопление жилищ, приобретение тёплой одежды и более калорийной пищи. Чем ниже плотность населения данного экономического пространства, тем выше транспортные расходы на единицу продукции. Часть России, на которой среднегодовая температура выше минус 2 градусов Цельсия и где сконцентрировано её население, представляет собой не компактную область, а полосу, вытянутую с запада на восток на тысячи километров. Поэтому в России дорого обходится дорожное строительство, связь и транспортные тарифы. Все попытки снижать себестоимость продукции за счёт снижения налогов, зарплат и т. п. не в состоянии компенсировать издержки климата. Утверждения о том, что Россия уступает в десятки раз развитым странам по производительности труда, истине не соответствуют: инвестиционная непривлекательность промышленного производства на территории России как для иностранных, так и отечественных инвесторов обусловлена прежде всего холодным климатом и транспортными издержками.
- Товары не конкурируют качеством и ценой. Конкурируют товары сравнимого качества — даже низкого. Товары одинакового качества продаются на мировом рынке по одинаковой цене. Если Россия будет продавать золото по ценам ниже мировых, то покупать его будут активно, но разбогатеет ли Россия от такой «конкурентоспособности»?
- Капитализм — это, прежде всего деятельность, постоянно направленная к сохранению и приумножению производственного капитала (средств производства). Социализм — это, прежде всего, деятельность, направленная на удовлетворение потребностей общества (забота о сохранении и приумножении капитала отходит на второй план, и при неразумном управлении капитал «проедается»). Для России направленность экономики в масштабах страны на социализм — жизненная необходимость, так как в условиях открытости мировому рынку целью деятельности экономических субъектов становится ликвидация капитала путём его вывоза из страны.
- Рынок справедлив — если кто-то согласен за чужое изделие отдать плоды своего труда (или соответствующую денежную сумму), тогда оно действительно полезно. Основной критерий правильности российской экономики должен состоять в том, чтобы каждый человек мог при желании работать и для этого были все необходимые условия: сырьё, оборудование, возможность получать образование, и чтобы производилось то, что другие захотят приобрести. Надо, чтобы каждый работник постоянно держал в уме простую мысль: купит ли кто-нибудь сделанное им? Если этот критерий не выполняется, то произойдет невосполнимая потеря капитала.
- Однако рынок справедлив только тогда, когда покупка и продажа происходит без принуждения. Когда продавца не пускают на рынок, когда о цене ему приходится договариваться с кем-то, кроме покупателя — это уже не рынок. Современный «свободный рынок» теряет те качества, которые делали его свободным. Принуждения быть не должно, но фермер может хоть год не продавать свои продукты, а люди должны есть каждый день. Это принуждение, хотя и неявное. Бывают и ситуации, когда средства обмена, принятые на данном рынке, по каким-то причинам скапливаются у небольшой группы людей, и рынок парализуется — все хотят друг для друга работать, но не могут. Это тоже принуждение — принуждение к безделью.
- Лишь если производятся такие блага, которые нельзя продать конкретному человеку — например, обороноспособность, — рыночные принципы не могут быть применены, и государству приходится собирать налоги. Но оплачивать за счёт налогов то, что потом потребляют конкретные люди — неправильно. Бесплатные квартиры и путёвки в дом отдыха были чреваты злоупотреблениями — кто-то ими бесплатно пользовался, а кто-то — нет, и учёту это не поддавалось. Деньги полезны ещё и тем, что позволяют отслеживать, кто сколько тратит.
- Автаркия (полная изоляция от внешнего мира) не нужна и невозможна. Для укрепления экономики России следует изолировать внутренний рынок от мирового и запретить вывоз капитала. Если продавать, то только товары, при производстве которых затраты на борьбу с неблагоприятными условиями минимальны. Если продукция уникальна и её можно продавать по монопольно высокой цене, то ею можно и нужно торговать. Если не уникальна — то Россия несёт убытки даже при продаже сырья. Покупать надо то, что в России можно произвести лишь с чрезвычайно большими издержками. Если Россия закупает на иностранном рынке товар, сравнимый по потребительским качествам с аналогичным российским, то он должен продаваться на внутреннем рынке по таким ценам, которые не будут подрывать позиции российских производителей.

Другие факторы, выделенные Паршевым:
- сравнительный уровень развития высоких технологий;
- сравнительный уровень развития финансовой/банковской системы;
- количество владельцев капитала, проживающих в стране, суммарный капитал в их распоряжении;
- сравнительный уровень эффективности системы управления.

В 2006 году в интервью журналу «Эксперт Урал» Паршев отметил:

За семь лет с выхода моей книги кое-что изменилось. Тогда речь шла о немедленном и полном открытии нашей экономики. До сих пор, слава богу, этого не случилось. Хотя в целом изменений в правильную сторону произошло немного. Например, появились некие Приоритетные национальные проекты. Я не компетентен, чтобы судить об их практической полезности. Но появился ли, например, проект создания собственной сотовой телефонии? Вы что-нибудь слышали про такое? А это нам необходимо.

По поводу сотовой телефонии и изменений в экономике он пояснил:

… Нормальной всё-таки нашу экономику назвать нельзя, потому что у нас нет, извиняюсь, хотя бы вшивого сотового телефона нашего производства, мы за всё время реформ так и не создали… Когда я писал эту книгу, а это были 96−99-е года, тогда вообще речь шла, если поднять периодику того времени, что вот мы сейчас вступим в ВТО. Но потом как-то — раз — и вроде всё, и таможенная защита, и экспортные пошлины на нефть, и защита от иностранного капитала в некоторых критических областях и так далее… благодаря этому мы в какой-то степени и живём.

## Отзывы о книге
Книга вызвала значительное число откликов и возражений со стороны российских и зарубежных учёных.

### Положительные
В 2002 году американский политолог Аллен Линч, цитируя книгу Паршева и приводя свои размышления, отметил: «Даже эффективная и некоррумпированная экономика России не смогла бы преуспевать в строго либеральных условиях без государственных структур и государственной политики, направленной на компенсацию того ущерба, который причиняет России её экономическая география».
Доктор геолого-минералогических наук Владимир Мельников на вопрос о тезисе Паршева о нивелировании конкурентных преимуществ в климатических условиях России сказал:

Я во многом разделяю эту точку зрения. Если на уровне абстрактной теории говорить о конкурентоспособности, то, естественно, цена продукта, произведённого в холодных условиях России, и такого же продукта, сделанного в условиях Юго-Восточной Азии, несовместима: слишком разнятся энергозатраты, условия жизни человека, производящего этот продукт. Паршев совершенно прав: при таком сравнении мы неконкурентоспособны.

Положительно оценил книгу политолог Сергей Кара-Мурза.

### Критические отзывы
Григорий Ханин, отметив ряд недостатков книги, писал: «Вся книга А. П. Паршева пронизана ощущением надвигающейся катастрофы, коллапса», и приводил свои доводы в поддержку такого ощущения.
Критика положений, выдвинутых в книге, сводится в основном к следующему:
- ненаучный стиль повествования, обилие жаргонизмов;
- путаница автора в экономических понятиях, неполное представление о процессах, происходящих в глобальной экономике;
- некритический подбор источников, ненадёжность статистических данных;
- преувеличение влияния территориально-климатического фактора на экономику страны в современных условиях;
- приверженность технократичному индустриализму и игнорирование современных постиндустриальных тенденций в мировой экономике;
- игнорирование других факторов, которые более важны для производства, чем инфраструктура и географическое положение;
- игнорирование трудностей экономик тропического пояса, — при общих затратах на энергию 220—235 кВт·ч/м² в год в самых современных зданиях в Сингапуре и Малайзии затраты на кондиционирование в помещениях составляет 64 %[13] , в то же время в России[14] исходя из последних достижений техники «в начале 1990 гг. планировалась в качестве основного нормативного показателя величина удельного годового расхода тепла не более 180 кВт·ч/м²».
- необоснованное изображение робототехники и автоматизации как неспособных в принципе конкурировать с ручным трудом и не имеющих тенденции к удешевлению;
- игнорирование тенденций технологического прогресса и, в том числе, технологий строительства, производства энергии, транспорта, энергосбережения, и как следствие финансового удешевления жизни и производства в холодном климате не только без потери качества жизни но даже при его повышении;
- как следствие вышеперечисленного, необъективность выводов о необходимости изоляции российской экономики от глобальной.

Авторы книги «Сибирское проклятие: как коммунистические плановики заморозили Россию» Фиона Хилл и Клиффорд Гэдди высоко оценили книгу Паршева и его описание недостатков холодного климата, однако считают ошибочным его главный вывод, «что русский холод — это определяющая характеристика экономики страны». По мнению Хилл и Гэдди, «трагическая ирония заключается в том, что если Россия последует его совету уйти из мировой экономики, это будет намного хуже для России».
Член-корреспондент РАН В. И. Данилов-Данильян, отмечая в интервью экспертному каналу «Открытая экономика», что книга Паршева «46 недель числится в списке бестселлеров (по данным «Книжного обозрения»)» и в ней есть и здравые моменты, утверждает, что книга эта «с содержательной точки зрения — чушь» и «…У меня нет в данный момент под рукой данных, но мне попадались утверждения о том, что в расчёте на одного жителя США тратят на кондиционирование больше энергии, чем Россия на отопление». По мнению директора Центра по эффективному использованию энергии И. А. Башмакова, уровень энергозатрат в гораздо большей степени зависит от социально-экономического строя, чем от климата: «Так, в конце 1980-х годов энергоёмкость ВВП СССР была в два раза выше, чем в США; Чехословакии — в два раза выше, чем в Австрии; Китая — в два раза выше, чем в Индии; а в ГДР в два раза выше, чем в ФРГ. И именно поэтому Россия не Америка».
По словам Владимира Мельникова, Паршев не учитывает возможности развития наукоёмких технологий, организации крупных транспортных маршрутов через Сибирь, а также использования криогенных ресурсов.
Кандидат технических наук Антон Никольский написал о проблеме роботизации :

Как бы ни старался А. П. Паршев отрицать существование роботизированных заводов, однако производство роботов бурно растёт. И появление собачек «Айбо» или автоматических бытовых пылесосов — грозное предупреждение для тех стран, которые специализируются на «старых» технологиях. Пытаться конкурировать с роботами бессмысленно — они (так же как и компьютеры) будут быстро дешеветь. Скоро «старые» технологии сохранятся разве что в ресторанном обслуживании.

Подробный критический анализ книги Паршева приводит российский политический географ, кандидат географических наук Дмитрий Борисович Орешкин в цикле статей под общим названием «Климат и А. П. Паршев как жертвы аборта».
Доктор технических наук, автор ряда экономических научных работ Сергей Цирель, проведя статистический анализ зависимости ВВП на душу населения от различных параметров в разных странах, сделал вывод, что связи между климатическими факторами, которые рассматривает Паршев, и уровнем экономического развития не существует. В книге «Миф о дефектности русской природы» он пишет:

Отрицательное влияние холодного климата на ВВП, как мы видели, обнаружить очень трудно, — значимую зависимость подобного рода не удаётся получить даже при более подробном анализе мировых статистических данных.

Цирель указывает, что среди экономистов «в целом преобладают мнения, что холодная погода положительно влияет на экономическое развитие», а также утверждает, что влияние климата на экономическое развитие в целом незначительно на фоне других факторов и называет книгу Паршева преувеличением и спекуляцией. По его мнению, «паршевские экономические рассуждения об идеальной экономике для России не выдерживают никакой критики». Цирель также приводит примеры взаимопротиворечивых и абсурдных утверждений Паршева, например о том, что «в плане понимания законов рынка И. В. Сталин был рыночником, грамотным и последовательным» и считает, что такие суждения трудно обсуждать всерьёз.

## Статистические данные о расходах на энергию в России
Согласно статистическим данным, дополнительные затраты на отопление в 1990 году составили 4,7 % от всех энергетических затрат в народном хозяйстве, а с учётом расходов на перевозку энергоносителей — 6,3 %. При этом в зависимости от местоположения региона вплоть до 38 % (для наиболее холодных регионов) потенциала материально-производственных комплексов затрачивается на защиту от неблагоприятных условий внешней среды. Согласно пресс-релизу РАО ЕЭС России, выпущенному к десятилетию основания компании, доля расходов на электроэнергию для хозяйства России по данным 2002 года составляет 6—7 % от стоимости конечной продукции. При этом, как говорится в пресс-релизе, доля затрат населения России на электроэнергию по данным 2002 года составляет не более 1,4 % от его доходов, а доля расходов населения на коммунальные услуги составляет 3,7 % от доходов населения.
По данным А. Кагана в журнале «Огонёк», суммарно расходы на поддержание арктических регионов составляют до 12 % ВНП, то есть примерно столько же, сколько Саудовская Аравия тратит для компенсации негатива пустынных районов.
Сравнительные исследования 2004 года показывали, что удельные затраты энергии на доллар ВВП равны для таких стран, как Алжир и Норвегия, а наиболее энергоёмкими странами на доллар ВВП значился Узбекистан и затем Кувейт, в то же время энергозатратность экономики России была сопоставима с энергозатратностью экономик относительно тёплых Украины и Саудовской Аравии.

## Исторический обзор климатических теорий
На возможную связь климата с экономическим развитием внимание было обращено довольно давно. Одним из первых её описал в середине XVIII века Монтескьё (1748), который указал, что богатые страны обычно расположены в регионах с умеренным климатом, а бедные страны расположены в тропиках или субтропиках. Он также предположил, что умеренный климат более подходит для экономического развития. В XX веке этой теме посвятили свои исследования Джон Гэлбрейт и Пол Стритен. Гэлбрейт в 1951 году писал, что «если кто-либо отметит пояс шириной пару сотен миль вокруг земли на экваторе, то не найдёт в нём подающие признаки развития страны». П. Стритен в 1971 году писал: «Возможно, самым поразительным фактом является то, что большинство недоразвитых стран лежат в тропических и полутропических зонах между Тропиком Рака и Тропиком Козерога». В своей книге «Тропики и экономическое развитие» Камарк (A. M. Kamarck, 1976) отметил, что тропический климат затрудняет экономическое развитие из-за жары и сырости, которые снижают эффективность человеческого труда, приводят к снижению продуктивности земель и обеспечивают благоприятную среду для распространения тяжёлых и смертельных тропических болезней. Он также указал, что эти неблагоприятные климатические условия дают объяснение бедности тропических стран и, в особенности, стран Африки южнее Сахары. Далее, он верил, что исследования могут помочь преодолеть преграды к экономическому развитию, которые создают тропические условия, и «когда, наконец, ограничения тропического климата будут преодолены, те же самые характеристики, которые в настоящее время сдерживают развитие тропиков, могут затем дать им преимущества перед умеренными зонами», что, например, подтверждается словами сингапурского министра в 2001 году: «Если бы не кондиционирование, многие наши работники до сих пор сидели бы под пальмами, спасаясь от жары».
Относительно незадолго до выхода книги Паршева климатическая теория развития снова была озвучена Ландесом в книге «Богатство и бедность народов». Ландес пишет: «На карте мира, отражающей доход на душу населения, богатые страны лежат в умеренных зонах, особенно в северном полушарии; бедные страны лежат в тропиках или полутропиках» (стр. 5). Он обосновывает это различие тремя обстоятельствами: расслабляющим действием жаркого климата, большим количеством заболеваний, особенно таких как малярия, бильгарциоз и лимфатический филяриатоз, которые быстрее распространяются в жарком климате, и нерегулярными поставками свежей воды, возникающими из-за засушливых и влажных сезонов. Однако, хотя несомненно существует широкая связь между умеренными регионами и богатством и тропическими и полутропическими странами и бедностью, есть два важных исключения, такие как богатый Сингапур и бедная Южная Африка, которые ставят под вопрос верность выводов о прямой связи между климатом и экономическим развитием.

## Издания
- Паршев А. П. Почему Россия не Америка. Книга для тех, кто остается здесь. — М.: Крымский мост-9Д, Форум, 2001. — 416 с. — (Великое противостояние). — 10 000 экз. — ISBN 5-89747-017-0.
- Паршев А. П. Почему Россия не Америка. Книга для тех, кто остаётся здесь. — М.: Крымский мост-9Д, 2005. — 416 с. — (Великое противостояние). — 10 000 экз. — ISBN 5-89747-017-0.
- Паршев А. П. Почему Россия не Америка. Книга для тех, кто остаётся здесь. — М.: АСТ, Астрель, 2006. — 352 с. — (Великие противостояния). — 10 000 экз. — ISBN 5-17-038976-0, ISBN 5-271-14750-9.
- Паршев А. П. Почему Россия не Америка. — М.: ТД Алгоритм, 2018. — 352 с. — (Политбест). — 1500 экз. — ISBN 978-5-906995-43-8.